# Maša (ime)
Maša je žensko osebno ime. 

## Izvor imena
Ime Maša izvira iz imena Marija in je pravzaprav skrajšana ruska oblika tega imena.

## Pogostost imena
Po podatkih Statističnega urada Republike Slovenije je bilo na dan 31. decembra 2007 v Sloveniji 3.175 oseb z imenom Maša. Po pogostosti uporabe je ime Maša na ta dan zavzemalo 84. mesto.

## Osebni praznik
V koledarju je ime Maša skupaj z imenom Marija.

## Znane osebe
Maša Derganc (igralka), Maša Merc (fotomodel), Maša Zec Peskirič (teniška igralka)